# La Cuirassa
La Cuirassa és un call de la ciutat de Lleida pertanyent a l'antiga zona d'El Romeu i a la parròquia de Sant Andreu, encerclant un dels vessants del Turó de la Seu Vella. Ocupava la part del turó a llevant del carrer Cavallers i era habitat principalment per la comunitat jueva a l'Edat Mitjana. Els jueus de Lleida comprenien un 10% de la població de la ciutat a l'època, que es trobava sobre uns 5000 habitants.

## Història
Aquest barri va ser bastit sobre unes antigues adoberies emprades pels romans. Alguns jueus de la ciutat es dedicaven a aquest ofici des de l'any 1248, gràcies al privilegi reial atorgat per Jaume I el Conqueridor, i el nom d'aquesta zona és una referència a la denominació d'aquestes adoberies, que resseguien el contorn de la muralla andalusina que anava des del carrer Major fins a la plaça del Seminari. Durant un temps va ser una zona emmurallada. També sembla haver estat rellevant l'ofici de pergaminer, tal com demostren els jaciments arqueològics, potser per la proximitat de les institucions eclesiàstiques. Tot i que havia arribat a ser una zona de molta importància durant el segle xiii i que va arribar a comptar amb una escola de medicina pròpia i lleis que la regien de manera particular, va patir els estralls del pogrom o revolta antisemita de 1391, que va fer-ne minvar dramàticament la població. Durant aquests atacs, un grup de 600 cristians van assassinar uns 78 jueus i van destruir la jueria. On es trobava la sinagoga de Lleida es va constituir l'església de Santa Maria del Miracle. Sembla que el seu nom prové de la gran quantitat de conversions que s'hi van produir sota amenaça de mort. L'any 1410 el cens de la Cuirassa només mostrava la presència de 28 famílies jueves, mentre que després de l'expulsió dels jueus no conversos d'Espanya de l'any 1492 per part dels Reis Catòlics, la població va quedar encara més reduïda fins a arribar només a dotze focs.
L'any 1949, amb l'enderrocament de l'Antic Seminari de Lleida, es va descobrir l'adoberia, així com les restes d'algunes cases.

## Reurbanització i memòria històrica
Entre 2015 i 2017 es van anar realitzant treballs arqueològics per part de científics de la Universitat de Lleida, així com tasques de resignificació de la zona amb la inauguració dels Jardins de la Cuirassa, inaugurats el 2018, entre les antigues cases de la zona, amb passarel·les i plafons explicatius en un espai de 6000 metres quadrats. El projecte, juntament amb la unió entre el carrer Major i la plaça dels Gramàtics, que inclou la instal·lació d'un ascensor que salva el considerable desnivell del terreny, va costar 1,1 milions d'euros, dels quals 500.000 provenien d'una donació de la Generalitat de Catalunya per al projecte "Concòrdia, la ciutat de les tres cultures" S'hi han trobat nombroses peces que componen aixovars d'habitants jueus de la ciutat, parts del clavegueram de l'època i restes de diverses cases del barri medieval, així com alguns objectes de valor arqueològic.